# Municipio de Natoma
El municipio de Natoma (en inglés: Natoma Township) es un municipio ubicado en el condado de Osborne en el estado estadounidense de Kansas. En el año 2010 tenía una población de 367 habitantes y una densidad poblacional de 3,93 personas por km².

## Geografía
El municipio de Natoma se encuentra ubicado en las coordenadas 39°10′38″N 98°59′25″O / 39.17722, -98.99028. Según la Oficina del Censo de los Estados Unidos, el municipio tiene una superficie total de 93.35 km², de la cual 93,03 km² corresponden a tierra firme y (0,34 %) 0,32 km² es agua.

## Demografía
Según el censo de 2010, había 367 personas residiendo en el municipio de Natoma. La densidad de población era de 3,93 hab./km². De los 367 habitantes, el municipio de Natoma estaba compuesto por el 97 % blancos, el 0,82 % eran afroamericanos, el 1,36 % eran asiáticos y el 0,82 % eran de una mezcla de razas. Del total de la población el 1,91 % eran hispanos o latinos de cualquier raza.